# 섀넌 매큔

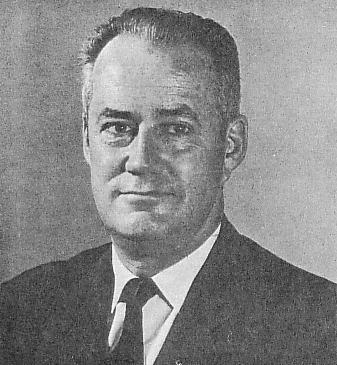
섀넌 매큔

섀넌 보이드베일리 매큔(Shannon Boyd-Bailey McCune, 1913년 4월 6일 ~ 1993년 1월 4일)은 평안북도 선천군에서 출생한 미국의 지리학자이다. 미국의 장로교 선교사로서 조선에 건너온 조지 섀넌 매큔(George Shannon McCune)의 아들이자 매큔-라이샤워 표기법의 공동 창안자인 맥 매큔의 동생이다.
오하이오주의 우스터 대학에서 학사 학위를, 시러큐스 대학과 클라크 대학에서 각각 지리학 석사, 박사 학위를 취득했다. 한국, 일본을 비롯한 동아시아 관련 지리학 연구를 남긴 바 있으며, 1962년부터 1964년까지 군인이 아닌 문관으로서는 최초로 류큐 열도 미국 민정부의 민정관을 역임했다.

## 참고 자료
The New York Times, "Shannon McCune, 79, Educator, Geographer and Asia Expert, Dies", 1993년 1월 8일. 